# Ярубас, Адам
А́дам Себа́стьян Яру́бас (пол. Adam Sebastian Jarubas, род. 17 декабря 1974, Буско-Здруй) — польский политический деятель, вице-председатель Польской крестьянской партии, маршал Свентокшиского воеводства, участник президентских выборов 2015 года, глава «Выборного комитета кандидата в президенты Польской республики Адама Ярубаса».

## Биография

### Ранние годы
Родился 17 декабря 1974 года в Буйско-Здруе. Окончил Свентокшискую академию в Кельце.

### Политическая карьера
В 1992 году вступил в Польскую крестьянскую партию. В 1994—2009 гг. — секретарь Совета крестьянской молодёжи, в 1998—2002 гг. — председатель его отделения по Свентокшискому воеводству. Возглавив законодательное собрание Свентокшиского воеводства в 2006 году, 32-летний Ярубас стал самым молодым маршалеком сеймика в Польше.
10 мая 2015 года набрал в первом туре президентских выборов 1,60 % голосов, заняв шестое место. Во втором туре поддержал Бронислава Коморовского.
Награждён Золотым (2012) и Серебряным Крестом Заслуги.